# 영암여자중학교
영암여자중학교(靈巖女子中學校)는 대한민국 전라남도 영암군 영암읍 동무리에 있는 사립 중학교이다.

## 학교 연혁
- 1970년 7월 27일 : 학교법인 동아학원 설립인가, 초대 이사장 임일순 취임
- 1971년 1월 25일 : 영암여자중학교 설립인가(12학급) 초대 교장 김석문 취임
- 1971년 3월 8일 : 개교식 및 제1회 입학식 거행
- 2023년 3월 1일 : 제12대 안원철 교장 취임
- 2023년 6월 1일 : 제5대 이사장 김영경 취임
- 2025년 2월 6일 : 제52회 졸업식(총 졸업생수 7,217명)

## 참고 자료
- 영암여자중학교 - 한국교육학술정보원 학교알리미